# روسکویه اورسایوو
روسکویه اورسایوو (انگلیسی: Russkoye Ursayevo) یک شهرک در شهرستان میاکینسکی استان باشقیرستان کشور روسیه است.